# Léon Potier de Gesvres
Léon Potier de Gesvres (Paris, 16 de agosto de 1656 - Versalhes, 12 de novembro de 1744) foi um cardeal do século XVIII

## Biografia
Nasceu em Paris em 16 de agosto de 1656. Segundo filho de Léon Potier, duque de Gesvres, par da França, e Marie-Françoise du Val, sua primeira esposa. Destinado ao estado eclesiástico em tenra idade. Tio do cardeal Étienne-René Potier de Gesvres (1756).
Estudou na Universidade La Sorbonne, Paris, obtendo um doutorado em direito; e uma licenciatura em teologia em 1694.
Abade commendatario do beneditino Bernay, diocese de Lisieux, 1666. Abade commendatario da abadia beneditina de Saint-Géraud d'Aurillac, diocese de Saint-Flour. Fixado em Roma.
Ordenado (nenhuma informação encontrada). Protonotário apostólico de numero participantes , 1681. Referendário dos Tribunais da Assinatura Apostólica da Justiça e da Graça. Ele voltou para a França em 1688.
Eleito arcebispo de Bourges em 30 de agosto de 1694. Consagrado em 23 de janeiro de 1695, no Noviciado da Companhia de Jesus, Paris, pelo Cardeal César d'Estrées, ex-bispo de Laon, coadjuvado por Jacques Potier de Novion, bispo de Évreux , e por François Bochart de Saron, bispo de Clermont. Ele nunca residiu em sua arquidiocese e a visitou apenas algumas vezes; em uma de suas visitas, foi assaltado e roubado pelo bandido Cartouche. Participou nas Assembleias do Clero, Paris, 1705, 1710 e 1715; ele foi um de seus presidentes.
Criado cardeal sacerdote no consistório de 29 de novembro de 1719; com um breve apostólico de 23 de dezembro de 1719, o papa lhe enviou o barrete vermelho; ele nunca foi a Roma para receber o chapéu vermelho e o título. bbot commendatario da abadia de Saint-Amand, 1720-1744. Comandante da Ordem de Saint-Esprit , 1724. Renunciou ao governo da arquidiocese, 5 de março de 1729. Abade commendatario de Saint-Remy, Reims, até sua morte. Não participou de nenhum dos conclaves celebrados durante seu cardinalato.
Morreu em Versalhes em 12 de novembro de 1744, em sua casa de campo perto de Versalhes. Exposto e enterrado (nenhuma informação encontrada).